# Мостки (Брестская область)
Мостки (бел. Мосткі) — деревня в Дрогичинском районе Брестской области Беларуси. Входит в состав Именинского сельсовета.

## География
Деревня находится в южной части Брестской области, при автодороге Н-661, на расстоянии приблизительно 18 километров (по прямой) к северо-западу от города Дрогичина, административного центра района. Абсолютная высота — 146 метров над уровнем моря. Площадь населённого пункта — 0,4527 км².

## История
В письменных источниках начинает упоминаться начиная с XIX века.
По состоянию на 1905 год, в Мостках проживал 361 человек. В административном отношении село являлось центром Зёловской волости Кобринского уезда Гродненской губернии.
Согласно Рижскому мирному договору (1921), деревня вошла в состав межвоенной Польши, входила в состав гмины Зёлово Кобринского повета Полесского воеводства. В 1921 году числилось 145 жителей, проживавших в 24 домах. В этническом составе населения того периода поляки составляли 88,3 %, белорусы — 9 %. В конфессиональном составе населения преобладали православные христиане (100 %).
С 1939 года в БССР, с 1940 по 1954 годы в составе Деревновского сельсовета Антопольского района. В 1954 году включена в состав Именинского сельсовета. С 1959 года  населённый пункт Дрогичинского района.

## Население
По данным переписи 2019 года, в деревне проживало 47 человек.
| Год  | Население, человек |
| ---- | ------------------ |
| 1858 | 169                |
| 1905 | ↗ 361              |
| 1921 | ↘ 145              |
| 1940 | ↘ 39               |
| 1959 | ↗ 298              |
| 1970 | ↘ 278              |
| 1995 | ↘ 132              |
| 2005 | ↘ 111              |
| 2009 | ↘ 78               |
| 2019 | ↘ 47               |